# باسيل موريس
باسيل موريس (بالإنجليزية: Basil Morris)‏ هو ضابط أسترالي، ولد في 19 ديسمبر 1888 في East Melbourne ‏ في أستراليا، وتوفي في 5 أبريل 1975 في Beaconsfield Upper, Victoria ‏ في أستراليا.